# Sala de Jantar de Estado (Casa Branca)

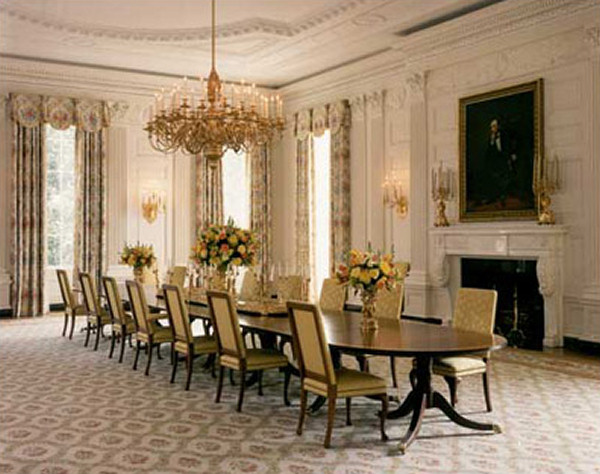
Sala de Jantar de Estado durante a era Clinton.

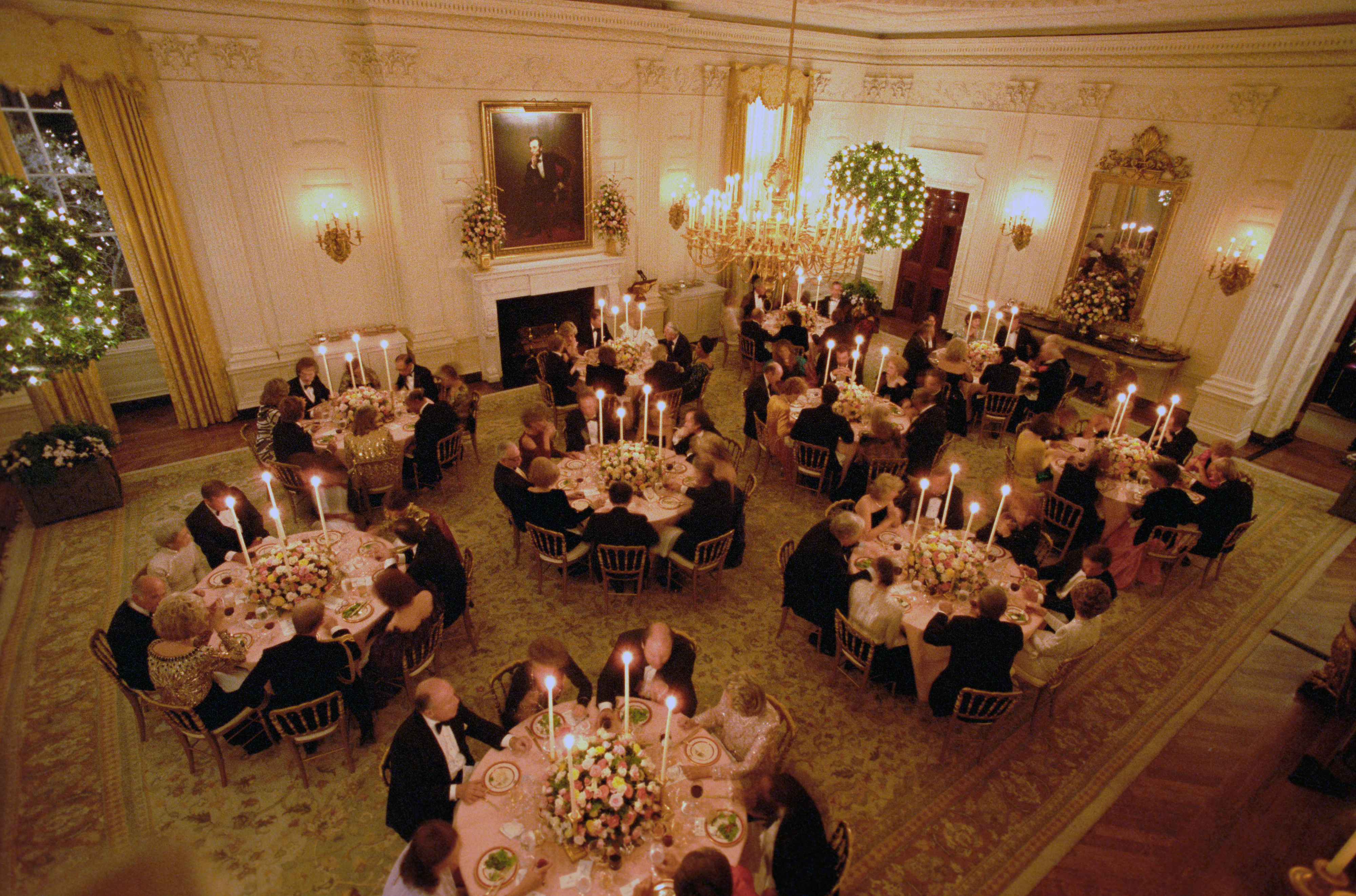
Jantar em honra do Príncipe Charles e de Lady Diana em 1985.

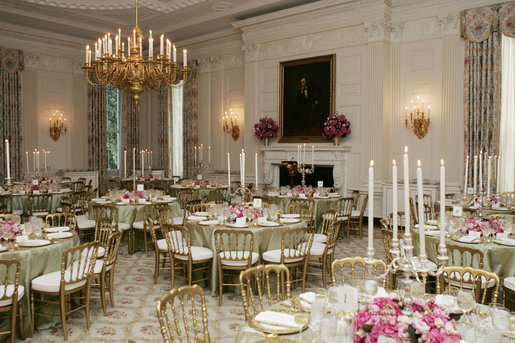
Sala de Jantar de Estado atualmente.

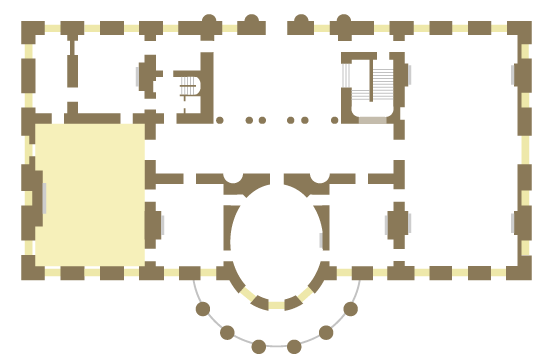
Localização da Sala de Jantar de Estado na Casa Branca.

A Sala de Jantar de Estado (em inglês:  State Dining Room) é uma das duas salas de jantar no primeiro andar da Casa Branca. Esta sala é usada para recepções, almoços e principalmente para jantares formais nas ocasiões da visita de um chefe de estado. A sala pode acomodar até 140 convidados e mede aproximadamente 48 pés X 36 pés. A sala têm seis portas, das quais uma abre para a Dispensa e a outra para a Sala Vermelha. Durante a administração de Andrew Jackson a sala passou a se chamar "State Dining Room".

## História e Decoração
As plantas mais antigas da Casa Branca feitas pelo arquiteto James Hoban determinam um sala de jantar no sudoeste do primeiro andar, porém esta foi usada como escritório e biblioteca antes de cumprir a função para qual foi planejada. Após o incêndio de 1814 e 1817, o presidente James Monroe ordenou peças douradas e trabalhadas em bronze para a sala. Também foram adicionadas permanentes Ménades que traziam consigo cestos e velas. Os acabamentos da lareira que hoje se encontram na Sala Verde  e na Sala Vermelha eram originais desta sala.
A original State Dining Room representava quase a metade do tamanho da atual. A remoção de uma grande escadaria no oeste da casa em 1902 permitiu a ampliação da sala de jantar. O estilo desta sala foi remodelado conforme as casas inglesas do século XVIII.
A decoração atual é resultado da reforma concluída em 1998.

## Reformas

### Reconstrução de Truman
Uma falha sistemática da estrutura interna de madeira precisou de uma reforma durante o governo de Harry Truman. O prédio foi demolido e as estruturas de aço foram instaladas no interior das muralhas de arenito. Embora tenha recebido as reformas necessárias, os materiais do interior não foram mantidos depois causando a danificação de alguns deles.
A Sala de Jantar de Estado tinha mais do que qualquer outra sala todas as suas paredes reformadas e teto reinstalado. O desejo de tornar a sala mais "Americana" levou a pintura dos painés da parede de carvalho.

### Era Kennedy
Jacqueline Kennedy conversou com o especialista em antiguidades Henry Francis du Pont e com o designer de interiores Stéphane Boudin sobre a restauração da Sala de Jantar do Estado. Du Pont e Boudin recomendaram que as mudanças deveriam enfatizar o trabalho anterior de McKim. A maioria das alterações feitas para a sala ainda são visíveis hoje.
O lustre de prata e as paredes eram douradas e os castiçais anteriormente montados nas pilastras foram reinstalados nos painéis laterais, trazendo mais foco para as pilastras. As paredes pintadas de verdeforam repintadas de marfim e a grande mesa usada em jantares formais foi substituída por pequenas mesas redondas.

### Depois
Em 1967, Bird Johnson supervisionou a instalação de cortinas novas, baseadas em um projeto criado por Stephane Boudin pouco antes do assassinato do Presidente Kennedy. A primeira-dama Pat Nixon trabalhou com o curador Clement Conger para refrescar a sala em 1971, substituindo o tapete de Jacqueline Kennedy com um de tapeçaria indiana.
Em 1999, durante a administração de Bill Clinton, o designer de interiores Kaki Hockersmith aconselhou Hillary Clinton a redecorar a sala. As paredes do quarto estavam pintadas de uma cor de pedra de luz. O teto branco foi redesenhado de forma mais complexa para aparecer como gesso.